# Masakatsu Sawa
Masakatsu Sawa (født 12. januar 1983) er en japansk fodboldspiller.
Han har spillet for flere forskellige klubber i sin karriere, herunder Kashiwa Reysol.